# Zdeněk Kovář
Zdeněk Kovář (26. ledna 1917, Vsetín – 21. června 2004, Zlín) byl český inženýr, průmyslový návrhář a sochař.

## Život
Vyučil se ve zlínských Baťových obuvnických závodech nejprve v letech 1931–1933 ševcem, pak v letech 1933–1936 strojním zámečníkem a konstruktérem. Po založení zlínské Školy umění vstoupil do ateliéru českého sochaře Vincence Makovského, kde se vyučil průmyslovému návrhářství. Pokračoval v letech 1944–1947 v práci pro Baťu ve Zlíně, kde navrhoval různá řešení tvarů strojů, například řešení vertikální frézky.
Od roku 1947 vyučoval na Uměleckoprůmyslové škole ve Zlíně (po 1949 Střední uměleckoprůmyslová škola Zdeňka Nejedlého v Gottwaldově), kde v roce 1947 zakládal obor výuky tvarovaní strojů a nástrojů ve speciálním ateliéru.
Po roce 1952 po přemístění školy do Uherského Hradiště vedl oddělení tvarování strojů a nástrojů. V roce 1952 byl vyzván k účasti na výstavě Hand und Griff ve Vídni. V roce 1959 založil a vedl jako mimořádný vysokoškolský profesor ateliér tvarování strojů a nástrojů Vysoké školy uměleckoprůmyslové v Praze, detašovaný v Gottwaldově. 
Jeho práce zahrnovala projekty pro řešení tvarů rukojetí nástrojů, šicích strojů, magnetofonů, promítaček a projekty pro automobilové závody Tatra, kde navrhl karoserie a vnitřní zařízení nákladních vozů T 137 a T 138 (1956–1958) a osobního vozu T 603 (1954).
V roce 1961 byl jmenován řádným profesorem VŠUP. Pro podporu ergonomického výzkumu a výuky připravil v Gottwaldově ve spolupráci s gottwaldovskými lékaři a psychology projekt ergonomické laboratoře, kterou mu však konzervativní vedení školy neumožnilo realizovat. V letech 1961–1966 pracoval jako konzultant pro Kaufmann International Awards New York. V období 1981–1989 pracoval jako vedoucí profesor katedry tvarování strojů a nástrojů VŠUP v Gottwaldově. V roce 1989 školu opustil a zůstal tvořit jako designér ve vlastním ateliéru ve Zlíně. Ve své volné tvorbě se rovněž věnoval plastice.

## Ocenění
- 1947 získal čestné uznání na VIII. trienále v Miláně
- 1956 mu udělen Řád práce
- 1958 byl oceněn 4× Grand Prix na Expo 58 v Bruselu
- 1977 byl jmenován zasloužilým umělcem
- 1982 mu udělen titul národní umělec